# Burocrata acadêmico
Os burocratas acadêmicos, também referidos como a classe dos literatos ou funcionários letrados, são definidos nos clássicos como empregados burocratas ou militares abaixo da classe aristocrática imperial. Desde as Dinastias Han e Qin, também tem sido um termo geral para estudiosos, e seu status está acima do das pessoas comuns.
Após a Dinastia Wei, devido à implementação do Sistema Zhongzheng de Nove Categorias, o significado da palavra "oficial literário" começou a diferir do significado dos clássicos e biografias, e se expandiu para se referir a uma classe social superior. Desde os tempos modernos, o significado da palavra se expandiu para se referir a intelectuais. Eles dominaram a administração governamental e a vida local da China até o início do século XX.